# كريم بوطاجين
عبد كريم بوطاجين (بالفرنسية: Karim Boutadjine)‏ (22 مارس 1989) لاعب كرة قدم فرنسي جزائري يجيد اللعب في مركز الجناح الأيمن وحاليا من دون عقد.

## العقد المالي
وكيل أعمال اللاعب هو الروماني أوغوستين موسكا. تبلغ قيمة شراء عقده السوقية 28 ألف دينار بحريني (حوالي 74 ألف دولار أمريكي) وكان يستلم من نادي المحرق راتبا شهريا قدره 1900 دينار بحريني (5026 دولار أمريكي) شهريا.

## روابط خارجية
- كريم بوطاجين على موقع قاعدة بيانات كرة القدم.إي يو (الإنجليزية)
- كريم بوطاجين على موقع Soccerway.com (الإنجليزية)
- كريم بوطاجين على موقع عالم كرة القدم.نت (الإنجليزية)
- كريم بوطاجين على موقع GSA (الإنجليزية)